# Phosphoprotéine

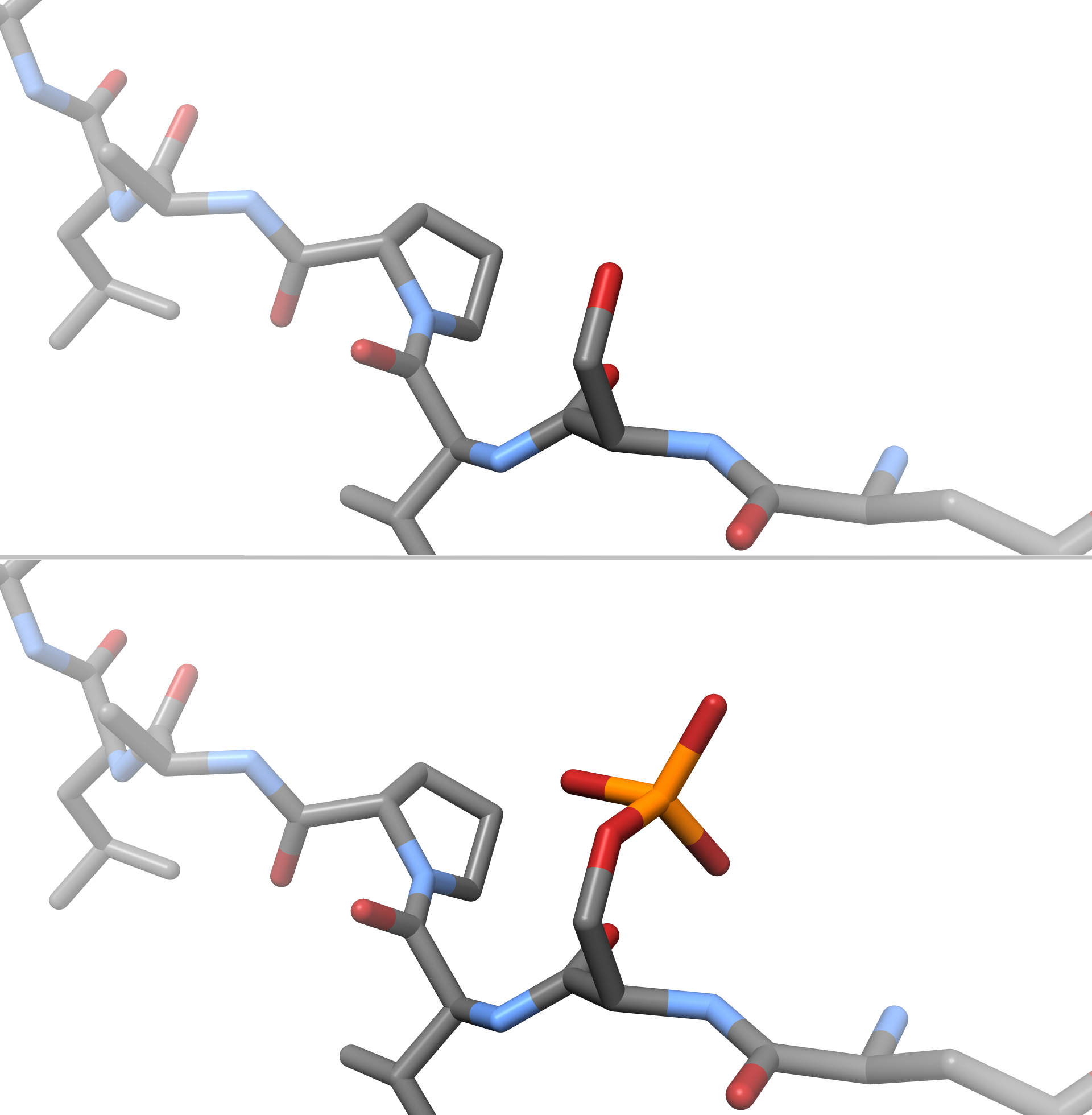
Phosphorylation d'un résidu de sérine (avant et après injection).

Une phosphoprotéine est une hétéroprotéine renfermant du phosphore sous forme d'acide phosphorique. 
Les exemples les plus classiques sont la caséine du lait et la phosvitine du jaune d’œuf.
Les phosphoprotéines sont également des constituants normaux de la cellule animale, en particulier parmi les enzymes, tels que les flavoenzymes et la phosphoglucomutase.